# Hockey su slittino ai Giochi paralimpici
L'hockey su slittino (fino all'edizione del 2014 ufficialmente denominato Ice Sledge Hockey, dal 2018 rinominato Para Ice Hockey) fa parte del programma delle paralimpiadi invernali da Lillehammer 1994.
Il torneo è dal 2010 ufficialmente una competizione mista (così come lo era già stato nell'edizione inaugurale), aperta pertanto ad uomini e donne, ma a Pechino 2022, solo tre donne hanno preso parte al torneo: le norvegesi Britt Mjaasund Øyen (Lillehammer 1994) e Lena Schroeder (Pyeongchang 2018), e la cinese Jing Yu (Pechino 2022).

## Podii
| Edizione            |             |          |               | Squadre partecipanti | Atleti             |
| ------------------- | ----------- | -------- | ------------- | -------------------- | ------------------ |
| Lillehammer 1994    | Svezia      | Norvegia | Canada        | 5                    | 56 uomini 1 donna  |
| Nagano 1998         | Norvegia    | Canada   | Svezia        | 7                    | 100 uomini         |
| Salt Lake City 2002 | Stati Uniti | Norvegia | Svezia        | 6                    | 88 uomini          |
| Torino 2006         | Canada      | Norvegia | Stati Uniti   | 8                    | 112 uomini         |
| Vancouver 2010      | Stati Uniti | Giappone | Norvegia      | 8                    | 117 uomini         |
| Sochi 2014          | Stati Uniti | Russia   | Canada        | 8                    | 128 uomini         |
| Pyeongchang 2018    | Stati Uniti | Canada   | Corea del Sud | 8                    | 136 uomini 1 donna |
| Pechino 2022        | Stati Uniti | Canada   | Cina          | 7                    | 116 uomini 1 donna |

## Medagliere
| Posiz. | Nazione       | Oro | Argento | Bronzo | Totale |
| ------ | ------------- | --- | ------- | ------ | ------ |
| 1      | Stati Uniti   | 5   | 0       | 1      | 5      |
| 2      | Canada        | 1   | 3       | 2      | 5      |
| 3      | Norvegia      | 1   | 3       | 1      | 5      |
| 4      | Svezia        | 1   | 0       | 2      | 3      |
| 5      | Giappone      | 0   | 1       | 0      | 1      |
| 5      | Russia        | 0   | 1       | 0      | 1      |
| 7      | Corea del Sud | 0   | 0       | 1      | 1      |
| 7      | Cina          | 0   | 0       | 1      | 1      |
| Totale | Totale        | 7   | 7       | 7      | 21     |